# 9М112 «Кобра»
Кобра (індекс комплексу — 9К112(-1), ракети — 9М112(М), за класифікацією МО США і НАТО — AT-8 Songster) — радянський комплекс керованого озброєння танка (ККОТ) з радіокомандним наведенням, призначений для боротьби з танками, об'єктами бронетанкової техніки, малорозмірними цілями типу ДОТ, ДЗОТ і вертольотами. Стрільба може вестися з штатної гладкоствольної 125 мм гармати 2А46 танків Т—64 і Т—80.
Розроблено в КБ «Точмаш» (м. Москва) під керівництвом Нудельмана О. Е. У 1976 році був прийнятий на озброєння в СРСР.
Стрільба керованим активно—реактивним снарядом (КРС) може вестися з танка на ходу і на місці на будь-яких ґрунтах, за рахунок введення початкового кута підвищення гармати з подальшим програмним виведенням КРС на лінію візування. КРС виконана за двовідсічною компоновкою — бойова частина і відсік двигуна.
Послужив основою для подальших розробок.

## Історія
У 1975 році проводилися випробування комплексу 9К112 «Кобра» в складі «Об'єкта 447», яким був переобладнаний танк Т-64А, оснащений квантовим прицілом-далекоміром типу 1Г21 і комплексом ракетного озброєння «Кобра» з ракетою 9М112. Пуск ракети проводився з штатної гармати Д—81 (2А46). Після успішного завершення випробувань, модернізований танк Т—64Б з ракетним комплексом 9К112 (з ракетою 9М112), був прийнятий на озброєння в 1976 році.
6 червня 1978 року постановою ЦК КПРС і Ради Міністрів СРСР на озброєння був прийнятий танк Т—80Б (випробування проходили на Т—80Б об'єкт 219Р), оснащений гарматою 2А46—2, комплексом керованого озброєння 9ДО112—1 (з ракетою 9М112М) і системою керування вогнем (СКВ) 1А33 «Об» в складі: квантового прицілу-далекоміра приладу спостереження 1Г42, електронного балістичного обчислювача 1В517 з автоматичним введенням поправок, електрогідравлічного двоплощинного стабілізатора гармати 2Е26М, блоку дозволу пострілу 1Г43 і комплекту датчиків. Надалі комплексом «Кобра» оснащувалися основні танки з динамічним захистом типів Т-64БВ і Т—80БВ та деякі інші зразки дослідних і дрібносерійних машин: «Об'єкт 219РД», «Об'єкт 487», «Об'єкт 219А» тощо.
У 1979 році на гороховецькому полігоні були проведені успішні стрільби в нічних умовах, а також випробування по застосуванню ККО «Кобра» по вертольотам. Нічні пуски на максимальну дальність до 4 км забезпечувалися застосуванням двох—трьох 120 мм освітлювальних мін, які вистрілювалися з інтервалом 4—8 с.

## Модифікації ракет
Удосконалення «Кобри» велося в основному в напрямку підвищення бронепробиття бойової частини, а також вдосконалення конструкції, підвищення надійності ракет і зниження трудомісткості її виробництва. Були розроблені:
- 9М112 — базовий варіант ракети, прийнятий на озброєння в 1976 році в складі ККОТ 9К112 танка Т—64Б;
- 9М112М — модернізована модифікація яку випробували у 1977 році і прийнята на озброєння в 1978 році в складі ККОТ 9ДО112—1 танка Т-80Б, бронепробиття збільшено на 20 %. У серії з кінця 1979 року;
- 9М112М2 — варіант 9М112 з бронепробиттям, збільшеним на 40 % в порівнянні з вихідним зразком, проходив льотні відпрацювання в 1983 році. Габарити ракети і умови експлуатації залишилися без зміни. Головний відсік 9Н46 даної модифікації ракети комплектувався БЧ типу 9Н138;
- 9М124 — модифікація аналогічна по конструкції 9М112М2, але має головний відсік типу 9Н145 укомплектований ще більш потужною БЧ 9Н144, яка відрізнялася матеріалом кумулятивної воронки, вибуховою речовиною і відповідно, підвищеною, щодо БЧ 9Н138, ефективністю (бронепробиття збільшено на 80 % відносно базової модифікації «Кобри»);
- 9М128 — ракета модернізованого комплексу «Агона» з тандемною БЧ, розробка розпочата в 1984 році. Досягнуто бронепробиття до 650 мм гомогенної броні, але до 1985 року, коли був підготовлений технічний проект і розроблено технічну документацію, на озброєння вже були прийняті комплекси «Свір» і «Рефлекс» з наведенням по лазерному променю, тому все знову побудовані танки сімейства Т 80 оснащувалися цими комплексами. У 1986 році «Агона» надійшла на державні випробування, а в 1988 році була прийнята на озброєння.

Система управління ККО «Кобра» залишилася без змін і дозволяє робити пуски всіх варіантів ракет.

## Тактико-технічні характеристики
- Калібр: 125 мм
- Маса КРС: 37,2 кг

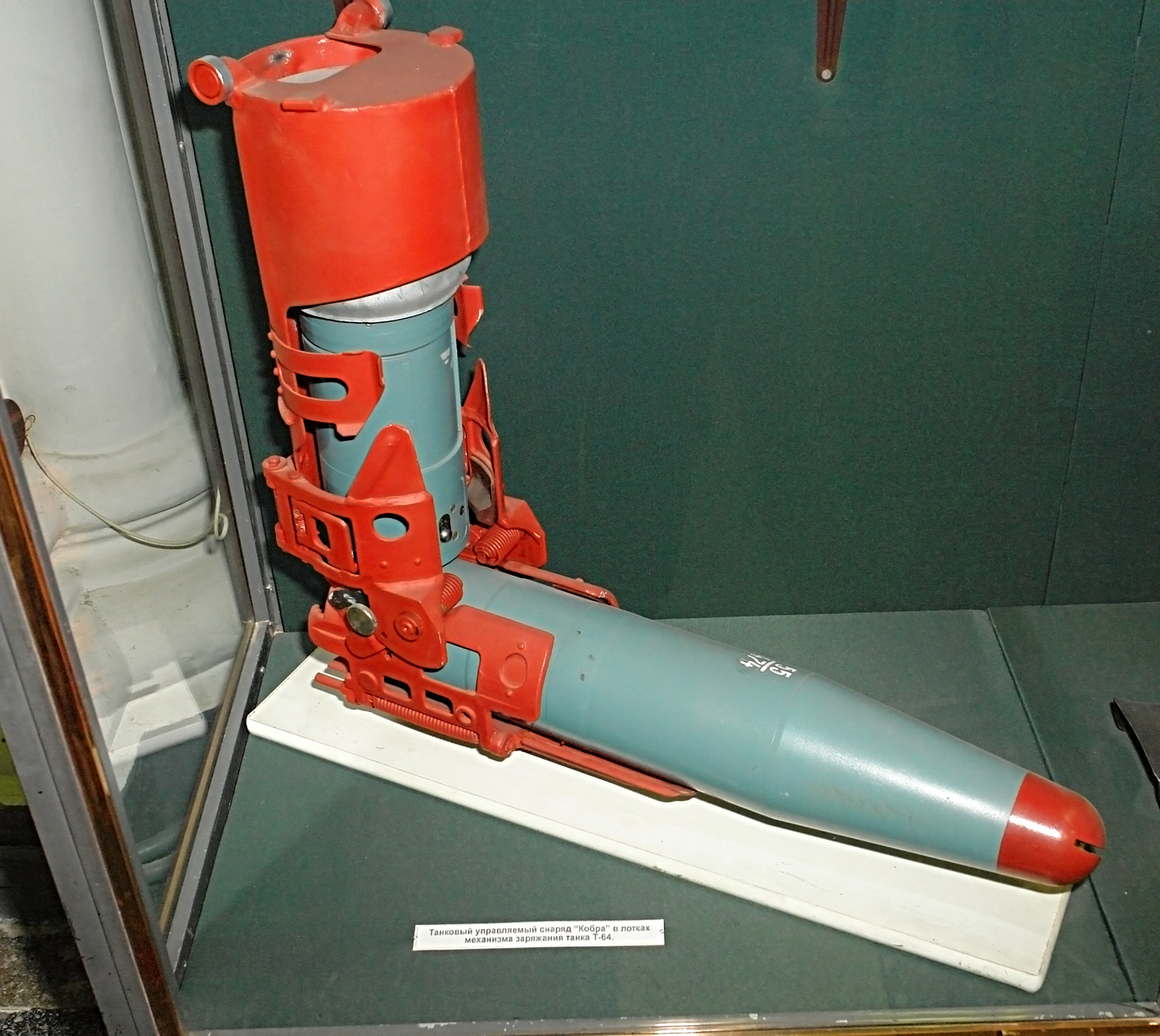
КРС 9М112 у лотку механізму заряджання танку T-64.

- Довжина КРС з метальним зарядом: 1000 мм
- Довжина КРС в польоті: 968 мм
- Дальність стрільби:
  - по наземній цілі — 100-4000 м
  - по вертольоту — 4000 м (при видачі цілевказівки з 5000 м)
- Максимальна швидкість рухомої цілі:
  - наземної — 75 км/год
  - вертольота — 300 км/год
- Максимальна висота цілі типу вертоліт: 500 м
- Максимальна швидкість руху носія: 30 км/год
- Максимальна швидкість КРС: 400 м/с
- Максимальна тривалість польоту: 17 с
- Бронепробивність: до 600—700 мм
- Імовірність ураження цілі типу танк: 0,8
- Бойова частина: кумулятивна, 4,5 кг
- Система керування: напівавтоматична, з пеленгацією снаряда по бортовому випромінювачу і передачею команд по радіолінії
- Час приведення в готовність до застосування: 3-4 хв.

## Оператори
Вірменія
 Росія
 Північна Корея
 Індія
 Іран
 Білорусь
 Україна
 Азербайджан
 Узбекистан

### Колишні оператори
СРСР до розпаду.